# Diatkovo
Diatkovo (en russe : Дя́тьково) est une ville de l'oblast de Briansk, en Russie, et le centre administratif du raïon Diatkovski. Sa population s'élevait à 26 161 habitants en 2020.

## Géographie
Diatkovo se trouve à 38 km au nord-est de Briansk et à 319 km au sud-ouest de Moscou

## Histoire
L'origine de Diatkovo remonte à 1626. Diatkovo accéda au statut de commune urbaine en 1925, puis à celui de ville en 1938. Pendant la Seconde Guerre mondiale, la région de Briansk était un centre actif de partisans. En février 1942, les partisans soviétiques réussirent à reprendre Diatkovo et les villages alentour, une région située profondément à l'intérieur du territoire occupé par les forces allemandes. Toutefois, en juin 1942, les forces d'occupation en reprirent le contrôle. La ville fut définitivement libérée par des unités du front de Briansk de l'Armée rouge le 15 septembre 1943.

## Population
Au cours des années 1990, la situation démographique de Diatkovo s'est fortement détériorée. En 2001, le solde naturel accusait un inquiétant déficit de 7,9 pour mille, avec un faible taux de natalité (9 pour mille), et un taux de mortalité très élevé (16,9 pour mille).
Recensements ou estimations de la population
| 1866  | 1897* | 1926* | 1931   | 1939*  | 1959*  | 1970*  |
| ----- | ----- | ----- | ------ | ------ | ------ | ------ |
| 3 000 | 3 800 | 7 225 | 10 100 | 17 346 | 17 441 | 26 825 |

| 1979*  | 1989*  | 2002*  | 2010*  | 2013   | 2014   | 2015   |
| ------ | ------ | ------ | ------ | ------ | ------ | ------ |
| 31 656 | 34 413 | 33 600 | 31 629 | 28 141 | 27 773 | 27 535 |

| 2016   | 2017   | 2018   | 2019   | 2020   | - | - |
| ------ | ------ | ------ | ------ | ------ | - | - |
| 27 155 | 27 028 | 26 775 | 26 483 | 26 161 | - | - |

## Économie
Diatkovo est surtout connue pour son usine de cristal au plomb et son Musée du cristal au plomb, qui est en fait un musée de l'art du verre.